# Айтеке би (Туркестанская область)
Айтеке би (каз. Әйтеке би, до 2000 г. — Кызылкыстау) — село в Сайрамском районе Туркестанской области Казахстана. Входит в состав Карасуского сельского округа. Находится примерно в 23 км к юго-западу от районного центра, села Аксукент. Код КАТО — 515257400.

## Население
В 1999 году население села составляло 513 человек (262 мужчины и 251 женщина). По данным переписи 2009 года, в селе проживало 600 человек (310 мужчин и 290 женщин).